# Le vie del Signore sono finite

Le vie del Signore sono finite (traduction littérale « Les voies du Seigneur sont épuisées ») est une comédie dramatique italienne sortie en 1987, écrite et réalisée par Massimo Troisi. Le film a remporté le Ruban d'argent du meilleur scénario.
Pour sa performance, Marco Messeri a remporté le Ciak d'oro du meilleur acteur dans un second rôle.

## Synopsis
Camillo possède un salon de coiffure. Il est en fauteuil roulant à cause d'une maladie psychosomatique après avoir perdu la femme qu'il aime et est sous la protection de son frère Leone. Son ami Orlando, paralysé, vit aussi immobilisé sur un fauteuil roulant.
L'histoire qui se déroule dans les années 1920, au début du fascisme, est une analyse de deux façons différentes de vivre la même maladie : Orlando est paralysé de naissance alors que le handicap de Camillo a plutôt des origines psychologiques. Pour Orlando, l'immobilité représente la marginalisation et l'inadaptation alors que pour Camillo, qui peut marcher, le fauteuil roulant est un moyen pour obtenir des autres ce qu'il veut en tirant parti de la pitié suscitée par un homme dans sa condition.

## Fiche technique
- Titre : Le vie del Signore sono finite
- Réalisation : Massimo Troisi
- Sujet : Massimo Troisi, Anna Pavignano
- Scénario : Massimo Troisi, Anna Pavignano
- Photographie : Camillo Bazzoni
- Musique : Pino Daniele
- Costumes : Cristiana Lafayette
- Décors : Francesco Frigeri
- Montage : Nino Baragli
- Production : Cecchi Gori Group - Tiger Cinematografica, Esterno Mediterraneo Film, RAI-Radiotelevisione Italiana
- Distribution : Columbia Pictures Italia
- Genre : comédie, drame, sentimental
- Langue originale : italien
- Pays de production :  Italie
- Année : 1987
- Durée : 117 min

## Distribution
- Massimo Troisi : Camillo
- Marco Messeri : Leone
- Jo Champa : Vittoria
- Massimo Bonetti : Orlando
- Enzo Cannavale : père de Camillo
- Clelia Rondinella : sœur de Camillo